# Стентон (Кентуккі)
Стентон (англ. Stanton) — місто (англ. city) в США, в окрузі Повелл штату Кентуккі. Населення — 3251 особа (2020).

## Географія
Стентон розташований за координатами 37°50′50″ пн. ш. 83°51′26″ зх. д. / 37.84722° пн. ш. 83.85722° зх. д. (37.847218, -83.857345).  За даними Бюро перепису населення США в 2010 році місто мало площу 5,35 км², з яких 5,34 км² — суходіл та 0,01 км² — водойми.

## Демографія
Згідно з переписом 2010 року, у місті мешкали 2733 особи в 1048 домогосподарствах у складі 667 родин. Густота населення становила 511 особа/км².  Було 1196 помешкань (224/км²).
Расовий склад населення:
| - 97,8 % — білих - 0,4 % — чорних або афроамериканців - 0,4 % — азіатів - 0,1 % — корінних американців |

До двох чи більше рас належало 0,7 %. Частка іспаномовних становила 1,2 % від усіх жителів.
За віковим діапазоном населення розподілялося таким чином: 24,4 % — особи молодші 18 років, 59,1 % — особи у віці 18—64 років, 16,5 % — особи у віці 65 років та старші. Медіана віку мешканця становила 38,1 року. На 100 осіб жіночої статі у місті припадало 93,8 чоловіків;  на 100 жінок у віці від 18 років та старших — 91,9 чоловіків також старших 18 років.
Середній дохід на одне домашнє господарство  становив 39 850 доларів США (медіана — 32 809), а середній дохід на одну сім'ю — 45 376 доларів (медіана — 39 688). Медіана доходів становила 30 223 долари для чоловіків та 29 318 доларів для жінок. За межею бідності перебувало 28,7 % осіб, у тому числі 40,2 % дітей у віці до 18 років та 18,4 % осіб у віці 65 років та старших.
Цивільне працевлаштоване населення становило 925 осіб. Основні галузі зайнятості: освіта, охорона здоров'я та соціальна допомога — 19,4 %, виробництво — 18,2 %, роздрібна торгівля — 9,5 %, будівництво — 8,8 %.